# 世界摩托車越野錦標賽
世界摩托車越野錦標賽（FIM Motocross World Championship）是由國際摩托車賽車協會组织的一項摩托车越野赛，目前男子賽事分为两个不同的级别，分別為MXGP（250cc）和MX2（125cc）。比赛时间为30分钟，每场比赛共两圈。
首屆世界摩托車越野錦標賽於1957年舉辦，當時比賽用的摩托車主要為500cc排量的发动机。1962年增加了250cc排量摩托車级别賽事。1975年又增加了125cc排量摩托車级别賽事。2003年又改為MotocrossGP、125cc和650cc三個級別賽事。2004年起改為MX1、MX2、MX3、和Women's MX四個級別賽事。2014年又改成MXGP、MX2和Women's MX共三個級別賽事。